# Rosa dos Ventos (Nova Iguaçu)
Rosa-dos-Ventos é um bairro do município brasileiro de Nova Iguaçu.
esse bairro segundo antigos moradores era um conjunto projetado para família de militares,onde o nome das ruas reflete o significado do nome do bairro.
Hoje o bairro encontra-se em expansão, deixando de ser limitado apenas a essas ruas, até mesmo por causa do comércio local. Os mais conhecidos são o Sacolão do mano (Rua Olívia dos Santos Peixoto), Mercadinho do Thomé(Estrada da Palhada- final), Casa de Material de Construção do Armando (Estrada da Palhada- Atual Estrada Governador Leonel Brizola), Material de construção do Pacheco(Rua Guiomar Pereira de Moraes).
Lá se encontram as seguintes ruas:
- Rua Norte;
- Rua Nordeste;
- Rua Noroeste;
- Rua Sul;(hoje João do Vale)
- Rua Sudeste;
- Rua Rosa dos Ventos entre outras, mas essas são as que deram origem ao nome do bairro.